# Eredivisie 1967-68
La Eredivisie 1967-68 fue la 12.ª temporada de la liga de máximo nivel en los Países Bajos. Ajax ganó su quinta Eredivisie y su decimotercer título de campeón de los Países Bajos.

## Clasificación
| Pos. | Equipo             | Pts. | PJ | G  | E  | P  | GF | GC | Dif. | Clasificación                                |
| ---- | ------------------ | ---- | -- | -- | -- | -- | -- | -- | ---- | -------------------------------------------- |
| 1    | AFC Ajax (C)       | 58   | 34 | 27 | 4  | 3  | 96 | 19 | +77  | Clasificado a la Copa de Campeones de Europa |
| 2    | Feyenoord Róterdam | 55   | 34 | 25 | 5  | 4  | 84 | 21 | +63  | Clasificado a la Copa de Ferias              |
| 3    | Go Ahead           | 42   | 34 | 17 | 8  | 9  | 65 | 41 | +24  |                                              |
| 4    | ADO Den Haag       | 41   | 34 | 15 | 11 | 8  | 53 | 34 | +19  | Clasificado a la Recopa de Europa            |
| 5    | Sparta Róterdam    | 40   | 34 | 15 | 10 | 9  | 53 | 33 | +20  |                                              |
| 6    | GVAV               | 36   | 34 | 10 | 16 | 8  | 38 | 35 | +3   |                                              |
| 7    | Xerxes             | 35   | 34 | 13 | 9  | 12 | 45 | 47 | −2   | Club disuelto                                |
| 8    | FC Twente          | 34   | 34 | 13 | 8  | 13 | 56 | 58 | −2   |                                              |
| 9    | DWS/A              | 32   | 34 | 12 | 8  | 14 | 47 | 57 | −10  | Clasificado a la Copa de Ferias              |
| 10   | NEC Nijmegen       | 31   | 34 | 9  | 13 | 12 | 41 | 51 | −10  |                                              |
| 11   | Telstar            | 29   | 34 | 11 | 7  | 16 | 43 | 55 | −12  |                                              |
| 12   | FC Volendam        | 29   | 34 | 8  | 13 | 13 | 39 | 56 | −17  |                                              |
| 13   | MVV Maastricht     | 28   | 34 | 8  | 12 | 14 | 37 | 50 | −13  |                                              |
| 14   | PSV Eindhoven      | 27   | 34 | 9  | 9  | 16 | 43 | 54 | −11  |                                              |
| 15   | NAC Breda          | 26   | 34 | 9  | 8  | 17 | 25 | 56 | −31  |                                              |
| 16   | DOS Utrecht        | 25   | 34 | 6  | 13 | 15 | 40 | 64 | −24  | Clasificado a la Copa de Ferias              |
| 17   | Fortuna 54         | 25   | 34 | 6  | 13 | 15 | 37 | 70 | −33  | Club fusionado                               |
| 18   | Sittardia          | 19   | 34 | 6  | 7  | 21 | 38 | 79 | −41  | Club fusionado                               |

 Fuente: RSSSF
Notas:
1. ↑  Al finalizar la temporada el Xerxes se disolvió por problemas financieros
2. 1 2  Al finalizar la temporada el Fortuna 54 y el Sittardia se fusionaron en una sola entidad llamada Fortuna SC, además el nuevo equipo fue repescado en la liga para cubrir la plaza vacante del Xerxes, por lo que no hubo descenso esta temporada

## Resultados
| Local \ Visitante  | ADO | AJX | DOS | DWS | FEY | FOR | GOA | GVA | MVV | NAC | NEC | PSV | SIT | SPA | TEL | TWE | VOL | XER |
| ------------------ | --- | --- | --- | --- | --- | --- | --- | --- | --- | --- | --- | --- | --- | --- | --- | --- | --- | --- |
| ADO Den Haag       | —   | 1–0 | 5–1 | 3–1 | 3–6 | 0–0 | 0–0 | 3–3 | 2–1 | 2–1 | 0–1 | 0–0 | 4–0 | 2–0 | 2–1 | 2–2 | 2–0 | 0–2 |
| AFC Ajax           | 2–1 | —   | 4–0 | 3–2 | 1–0 | 7–1 | 2–0 | 3–1 | 4–0 | 3–0 | 9–1 | 4–0 | 4–0 | 3–0 | 3–0 | 2–1 | 7–1 | 5–0 |
| DOS Utrecht        | 2–2 | 1–1 | —   | 1–2 | 2–0 | 0–2 | 0–1 | 2–2 | 1–0 | 0–0 | 2–2 | 0–3 | 2–1 | 1–1 | 4–0 | 5–0 | 2–1 | 1–1 |
| DWS/A              | 1–0 | 1–4 | 3–1 | —   | 1–2 | 2–0 | 1–3 | 1–1 | 0–0 | 2–1 | 1–3 | 1–2 | 3–0 | 1–0 | 3–1 | 2–1 | 3–3 | 1–2 |
| Feyenoord Róterdam | 1–0 | 1–0 | 5–0 | 4–0 | —   | 6–0 | 3–1 | 0–0 | 3–0 | 4–0 | 2–0 | 4–2 | 5–1 | 3–1 | 2–0 | 6–0 | 4–1 | 0–1 |
| Fortuna 54         | 1–2 | 1–4 | 2–2 | 1–1 | 0–1 | —   | 1–1 | 0–2 | 2–2 | 1–1 | 2–2 | 0–3 | 2–1 | 1–0 | 1–1 | 4–2 | 5–0 | 3–1 |
| Go Ahead           | 0–4 | 0–1 | 7–1 | 2–1 | 1–1 | 3–1 | —   | 3–1 | 2–0 | 6–0 | 3–1 | 5–1 | 3–0 | 0–0 | 3–1 | 0–0 | 3–1 | 3–0 |
| GVAV               | 2–0 | 1–1 | 1–1 | 1–1 | 0–0 | 2–0 | 1–0 | —   | 2–2 | 0–1 | 0–0 | 2–1 | 1–2 | 0–1 | 1–0 | 2–2 | 3–0 | 1–1 |
| MVV Maastricht     | 1–2 | 0–4 | 2–0 | 2–0 | 0–2 | 2–0 | 1–1 | 1–1 | —   | 2–0 | 1–0 | 0–0 | 6–4 | 0–0 | 3–2 | 0–1 | 0–0 | 0–0 |
| NAC Breda          | 0–0 | 0–1 | 1–1 | 1–0 | 0–3 | 0–0 | 1–2 | 0–0 | 1–1 | —   | 0–0 | 2–1 | 1–0 | 1–0 | 2–1 | 1–0 | 0–2 | 4–2 |
| NEC Nijmegen       | 1–0 | 0–2 | 1–1 | 2–2 | 0–5 | 0–0 | 3–3 | 0–1 | 4–2 | 2–1 | —   | 4–0 | 2–2 | 3–1 | 2–0 | 1–1 | 2–2 | 0–0 |
| PSV Eindhoven      | 1–1 | 1–2 | 1–1 | 5–1 | 1–0 | 1–1 | 1–2 | 0–0 | 0–3 | 6–0 | 1–0 | —   | 4–1 | 1–5 | 0–1 | 1–2 | 1–1 | 1–1 |
| Sittardia          | 2–2 | 1–1 | 4–2 | 0–1 | 1–2 | 3–0 | 0–1 | 3–1 | 2–2 | 0–2 | 1–3 | 1–1 | —   | 0–3 | 1–4 | 2–1 | 2–1 | 1–1 |
| Sparta Róterdam    | 1–4 | 1–0 | 3–0 | 4–1 | 1–1 | 1–1 | 1–1 | 4–0 | 2–0 | 2–1 | 1–0 | 3–0 | 5–0 | —   | 1–1 | 0–0 | 1–1 | 3–0 |
| Telstar            | 0–0 | 0–3 | 1–0 | 1–1 | 1–2 | 3–1 | 2–1 | 0–3 | 0–0 | 4–0 | 2–0 | 2–1 | 1–1 | 1–3 | —   | 4–1 | 2–1 | 2–2 |
| FC Twente          | 0–3 | 1–1 | 2–2 | 1–3 | 1–2 | 8–2 | 5–2 | 1–2 | 2–1 | 3–1 | 1–0 | 1–0 | 5–1 | 2–0 | 4–2 | —   | 2–1 | 2–0 |
| FC Volendam        | 0–0 | 1–4 | 1–0 | 1–1 | 1–1 | 1–1 | 1–0 | 0–0 | 4–1 | 2–1 | 0–0 | 2–0 | 1–0 | 2–3 | 0–2 | 1–1 | —   | 4–1 |
| Xerxes             | 0–1 | 0–1 | 2–1 | 1–2 | 0–3 | 5–0 | 4–2 | 1–0 | 2–1 | 3–0 | 2–1 | 1–2 | 2–0 | 1–1 | 3–0 | 2–0 | 1–1 | —   |